# Edoardo Martino
Edoardo Martino (Alessandria, Regne d'Itàlia, 20 d'abril de 1910 - Roma, 5 de desembre de 1999) fou un polític italià que va ser membre de la Comissió Rey entre 1967 i 1970.

## Orígens
Va estudiar filosofia i història a l'Escola Superior de Pisa, esdevenint professor de la Universitat Internacional de Ciències Socials de Roma. Durant la Segona Guerra Mundial va participar en la campanya de Rússia, i posteriorment afiliat a la resistència italiana va participar activament en l'alliberament del país mitjançant l'organització de la XI Divisió de Partisans.

## Activitat política
Afiliat l'any 1943 a la Democràcia Cristiana (DC), el 1948 fou escollit diputat al Parlament italià, escó que va mantenir fins al 1963. Va exercir diversos càrrecs de sotsecretari de Defensa i Relacions Exteriors en diversos governs d'Amintore Fanfani, Antonio Segni i Giovanni Leone
La tardor de 1957 fou escollit membre de la delegació italiana de l'Assemblea General de les Nacions Unides, esdevenint l'any següent representant del seu país al Parlament Europeu. El juliol de 1967 abandonà les seves funcions al Parlament per esdevenir membre de la Comissió Rey, sent nomenat Comissari Europeu de Relacions Exteriors, càrrec que va mantenir fins al juny de 1970. Morí de 1999 a la seva residència de Roma.